# Radio Venceremos
Radio Venceremos was een radiozender in El Salvador, die gericht was op Nicaragua.
De zender zond uit van 10 januari 1981 tot 1991. De zender werd opgezet door de schrijver en journalist Carlos Henríquez Consalvi, ook bekend onder de bijnaam Santiago. Het radiostation bracht nieuwsberichten en was de spreekbuis van het Front Farabundo Martí voor Nationale Bevrijding.
Het station zond uit vanuit Perquín in het departement Morazán.
In het Museo de la Palabra y la Imagen (Museum van het Woord en Beeld) in San Salvador bevindt zich een reconstructie van de zender. In het Museo de la Revolución Salvadoreña, eveneens in Perquín, was anno 2006 een expositie gaande met originele onderdelen van de zender. 